# VIRVE
VIRVE (från finska: VIRanomaisVErkko, radionät för myndigheter) är ett landstäckande radionät för myndigheter i Finland som motsvarar Sveriges RAKEL-nät. 
VIRVE baserar sig på TETRA-tekniken och nätet levererades av Nokias TETRA-division vilken numera ägs av franska EADS.
VIRVE drevs från början av Suomen Erillisverkot Oy (Statens säkerhetsnätverk) som är ett bolag helägt av finska staten. Numera har dock ägandet lagts på Inrikesministeriet. Nätet byggdes under perioden 1998–2003. Idag finns över 60 000 användare och ca 1 300 basstationer över hela Finland.